# Giacomo Di Chirico
Giacomo Ernesto Eduardo Di Chirico (27. ledna 1844, Venosa – 26. prosince 1883, Neapol) byl italský malíř. Spolu s Domenicem Morellim a Filippem Palizzim patřil k předním členům neapolské malířské školy 19. století. Král Viktor Emanuel II. ho jmenoval rytířem Řádu italské koruny.

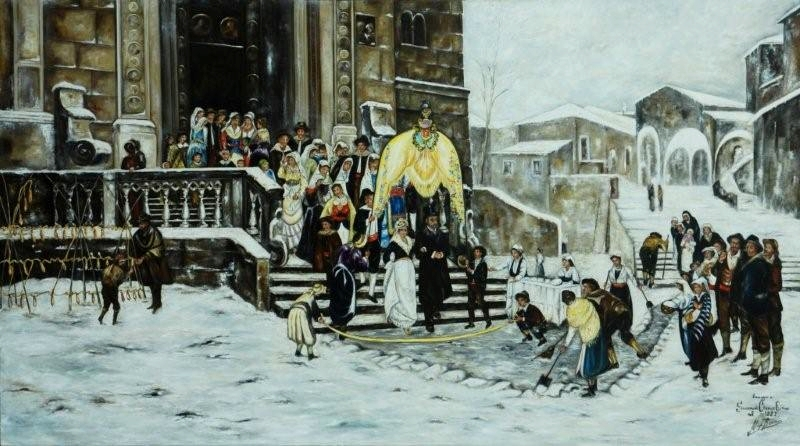
Giacomo Di Chirico: Svatba v Basilicatě

Di Chirico byl sirotkem z chudé rodiny, malbu studoval v Neapoli, literatuře ho učil Francesco de Sanctis. Jeho manželkou byla Emilia D’Amato, s níž měl dceru Marii. K jeho žákům patřil Pietro Scoppetta. Roku 1882 se u Di Chirica projevila duševní choroba a rychle se zhoršovalo i jeho fyzické zdraví. Zemřel v ústavu v Neapoli.